# EADS Sharc
EADS Sharc – bezzałogowy śmigłowiec rozpoznawczy (UAV, ang. Unmanned Aerial Vehicle) wyprodukowany przez firmę EADS.
Pierwszy lot miał miejsce 14 czerwca 2007 roku. Firma EADS wykorzystując doświadczenia zdobyte podczas prac nad wcześniejszą konstrukcją bezzałogowego śmigłowca GEAMOS/SEAMOS zaprojektowała nowy aparat Sharc. Przeznaczony jest on do operowania z pokładów okrętów marynarki wojennej, patrolowania wyznaczonych obszarów i instalacji, oznaczania i namierzania celów. Śmigłowiec ze współosiowym wirnikiem nośnym posiada laserowy dalmierz, radar z syntetyczną aperturą, łącze do transmisji danych, może być również wyposażony w głowice obserwacyjne z czujnikami dobranymi w zależności od wykonywanych zadań (FLIR, kamery TV, kamery światła szczątkowego). Śmigłowiec wyposażony jest również w układ ATOL (Automatic Take-Off & Landing) pozwalający na w pełni automatyczny start i lądowanie. Sharc przeszedł program badań i prób w locie.